# ایستگاه متروی آیت الله طالقانی (کرج)
ایستگاه متروی طالقانی (بوستان جهان) یکی از ایستگاه‌های خط ۲ متروی کرج می‌باشد. این ایستگاه در خیابان بهشتی، نرسیده به چهارراه طالقانی، بوستان جهان در مرکز کلانشهر کرج واقع شده‌است. این ایستگاه در ۸ اسفند سال ۱۴۰۱ افتتاح شد.
این ایستگاه به همراه ایستگاه متروی چهل و پنج متری گلشهر اولین ایستگاه‌های مترو در کرج می‌باشند که بعد از ۱۹ سال عملیات عمرانی افتتاح شدند.

## نقشه خطوط متروی کرج
نقشه ی خطوط مترو کرج
ساعات حرکت قطارها در خط ۲ متروی کرج